# 2022 en ONE Championship
El año 2022 es décimo segundo año en la historia de ONE Championship, una promoción de artes marciales mixtas, kickboxing, Muay Thai y submission grappling con sede en Singapur.

## Premios de 2022 de ONE Championship
Los siguientes peleadores ganaron los premios de fin de año de ONE Championship del 2022
- Peleador del Año 2022 de ONE Championship: Anatoliy Malykhin[5]
- Pelea del Año 2022 de MMA de ONE Championship: Angela Lee vs. Stamp Fairtex (ONE: X)[6]
- Nocaut del Año 2022 de MMA de ONE Championship: Demetrious Johnson contra Adriano Moraes (ONE on Prime Video 1)[7]
- Sumisión del Año 2022 de ONE Championship: Reinier de Ridder contra Vitaly Bigdash (ONE 159)[8]
- Peleador del Año 2022 de ONE Super Series: Roman Kryklia[9]
- Pelea del Año 2022 de Kickboxing de ONE Super Series: Roman Kryklia vs. Iraj Azizpour 3 (ONE 162)[10]
- Pelea del Año 2022 de Muay Thai de ONE Super Series: Liam Harrison vs. Muangthai PK.Saenchai (ONE 156)[11]
- Nocaut del Año 2022 de ONE Super Series: Panpayak Jitmuangnon contra Savvas Michael (ONE on Prime Video 1)[12]
- Peleador del Año 2022 de Submission Grappling de ONE Championship: Kade Ruotolo[13]
- Sumisión del Año 2022 de Submissiong Grappling de ONE Championship: Tye Ruotolo contra Garry Tonon (ONE 157)[14]
- Peleador Revelación del Año 2022 de ONE Championship: Tawanchai P.K. Saenchai Muaythaigym[15]

## Lista de eventos

### ONE Championship
| ONE Championship | ONE Championship                    | ONE Championship         | ONE Championship        | ONE Championship      |
| N.º              | Evento                              | Fecha de transmisión     | Sede                    | Localización          |
| ---------------- | ----------------------------------- | ------------------------ | ----------------------- | --------------------- |
| 1                | ONE Championship: Heavy Hitters     | 14 de enero de 2022      | Singapur Indoor Stadium | Singapur              |
| 2                | ONE Championship: Only the Brave    | 28 de enero de 2022      | Singapur Indoor Stadium | Singapur              |
| 3                | ONE Championship: Bad Blood         | 11 de febrero de 2022    | Singapur Indoor Stadium | Singapur              |
| 4                | ONE Championship: Full Circle       | 25 de febrero de 2022    | Singapur Indoor Stadium | Singapur              |
| 5                | ONE Championship: Lights Out        | 11 de marzo de 2022      | Singapur Indoor Stadium | Singapur              |
| 6                | ONE Championship: X                 | 26 de marzo de 2022      | Singapur Indoor Stadium | Singapur              |
| 7                | ONE 156: Eersel vs. Sadikovic       | 22 de abril de 2022      | Singapur Indoor Stadium | Singapur              |
| 8                | ONE 157: Petchmorakot vs. Vienot    | 20 de mayo de 2022       | Singapur Indoor Stadium | Singapur              |
| 9                | ONE 158: Tawanchai vs. Larsen       | 3 de junio de 2022       | Singapur Indoor Stadium | Singapur              |
| 10               | ONE 159: De Ridder vs. Bigdash      | 22 de julio de 2022      | Singapur Indoor Stadium | Singapur              |
| 11               | ONE 160: Ok vs. Lee 2               | 26 de agosto de 2022     | Singapur Indoor Stadium | Singapur              |
| 12               | ONE 161: Petchmorakot vs. Tawanchai | 29 de septiembre de 2022 | Singapur Indoor Stadium | Singapur              |
| 13               | ONE 162: Zhang vs. Di Bella         | 21 de octubre de 2022    | Axiata Arena            | Kuala Lumpur, Malasia |
| 14               | ONE 163: Akimoto vs. Petchtanong    | 18 de noviembre de 2022  | Singapur Indoor Stadium | Singapur              |
| 15               | ONE 164: Pacio vs. Brooks           | 3 de diciembre de 2022   | Mall of Asia Arena      | Pásay, Filipinas      |

### ONE on Prime Video
| ONE on Prime Video | ONE on Prime Video                           | ONE on Prime Video       | ONE on Prime Video      | ONE on Prime Video    |
| N.º                | Evento                                       | Fecha de transmisión     | Sede                    | Localización          |
| ------------------ | -------------------------------------------- | ------------------------ | ----------------------- | --------------------- |
| 1                  | ONE on Prime Video 1: Moraes vs. Johnson 2   | 27 de agosto de 2022     | Singapur Indoor Stadium | Singapur              |
| 2                  | ONE on Prime Video 2: Xiong vs. Lee 3        | 30 de septiembre de 2022 | Singapur Indoor Stadium | Singapur              |
| 3                  | ONE on Prime Video 3: Lineker vs. Andrade    | 22 de octubre de 2022    | Axiata Arena            | Kuala Lumpur, Malasia |
| 4                  | ONE on Prime Video 4: Abbasov vs. Lee        | 19 de noviembre de 2022  | Ryōgoku Kokugikan       | Singapur              |
| 5                  | ONE on Prime Video 5: De Ridder vs. Malykhin | 3 de diciembre de 2022   | Mall of Asia Arena      | Pásay, Filipinas      |

## Grand Prix

### Grand Prix de Kickboxing de Peso Pluma de 2021/22

#### Bracket del Grand Prix de Kickboxing de Peso Pluma de ONE
|  | Cuartos de final          | Cuartos de final |                 |                           | Semifinales | Semifinales |  |                           | Final | Final |  |
|  |                           |                  |                 |                           |             |             |  |                           |       |       |  |
|  |                           |                  |                 |                           |             |             |  |                           |       |       |  |
|  | Sitthichai Sitsongpeenong | SD               |                 |                           |             |             |  |                           |       |       |  |
|  | Sitthichai Sitsongpeenong | SD               |                 |                           |             |             |  |                           |       |       |  |
|  | Tayfun Özcan              | 3r.              |                 |                           |             |             |  |                           |       |       |  |
|  | Tayfun Özcan              | 3r.              |                 | Sitthichai Sitsongpeenong | UD          |             |  |                           |       |       |  |
|  |                           |                  |                 | Sitthichai Sitsongpeenong | UD          |             |  |                           |       |       |  |
|  |                           |                  | Davit Kiria     | 3r.                       |             |             |  |                           |       |       |  |
|  | Enriko Kehl               | 1r.              | Davit Kiria     | 3r.                       |             |             |  |                           |       |       |  |
|  | Enriko Kehl               | 1r.              |                 |                           |             |             |  |                           |       |       |  |
|  | Davit Kiria               | TKO              |                 |                           |             |             |  |                           |       |       |  |
|  | Davit Kiria               | TKO              |                 |                           |             |             |  | Sitthichai Sitsongpeenong | 3r.   |       |  |
|  |                           |                  |                 |                           |             |             |  | Sitthichai Sitsongpeenong | 3r.   |       |  |
|  |                           |                  | Chingiz Allazov | UD                        |             |             |  |                           |       |       |  |
|  | Marat Grigorian           | TKO              | Chingiz Allazov | UD                        |             |             |  |                           |       |       |  |
|  | Marat Grigorian           | TKO              |                 |                           |             |             |  |                           |       |       |  |
|  | Andy Souwer               | 2r.              |                 |                           |             |             |  |                           |       |       |  |
|  | Andy Souwer               | 2r.              |                 | Jo Nattawut1              | 1r.         |             |  |                           |       |       |  |
|  |                           |                  |                 | Jo Nattawut1              | 1r.         |             |  |                           |       |       |  |
|  |                           |                  | Chingiz Allazov | KO                        |             |             |  |                           |       |       |  |
|  | Samy Sana                 | 1r.              | Chingiz Allazov | KO                        |             |             |  |                           |       |       |  |
|  | Samy Sana                 | 1r.              |                 |                           |             |             |  |                           |       |       |  |
|  | Chingiz Allazov           | UD               |                 |                           |             |             |  |                           |       |       |  |
|  | Chingiz Allazov           | UD               |                 |                           |             |             |  |                           |       |       |  |
|  |                           |                  |                 |                           |             |             |  |                           |       |       |  |

1Marat Grigorian contrajo COVID-19 y no pudo participar en las semifinales del Grand Prix. Fue reemplazado por Jo Nattawut.

### Grand Prix de Muay Thai de Peso Mosca

#### Bracket del Grand Prix de Muay Thai de Peso Mosca de ONE
|  | Cuartos de final    | Cuartos de final |                   |                       | Semifinales | Semifinales |  |      | Final | Final |  |
|  |                     |                  |                   |                       |             |             |  |      |       |       |  |
|  |                     |                  |                   |                       |             |             |  |      |       |       |  |
|  | Rodtang Jitmuangnon | UD               |                   |                       |             |             |  |      |       |       |  |
|  | Rodtang Jitmuangnon | UD               |                   |                       |             |             |  |      |       |       |  |
|  | Jacob Smith         | 3r.              |                   |                       |             |             |  |      |       |       |  |
|  | Jacob Smith         | 3r.              |                   | Panpayak Jitmuangnon2 | KO          |             |  |      |       |       |  |
|  |                     |                  |                   | Panpayak Jitmuangnon2 | KO          |             |  |      |       |       |  |
|  |                     |                  | Savvas Michael    | 2r.                   |             |             |  |      |       |       |  |
|  | Savvas Michael      | UD               | Savvas Michael    | 2r.                   |             |             |  |      |       |       |  |
|  | Savvas Michael      | UD               |                   |                       |             |             |  |      |       |       |  |
|  | Amir Naseri         | 3r.              |                   |                       |             |             |  |      |       |       |  |
|  | Amir Naseri         | 3r.              |                   |                       |             |             |  | TBA3 | TBA   |       |  |
|  |                     |                  |                   |                       |             |             |  | TBA3 | TBA   |       |  |
|  |                     |                  | TBA               | TBA                   |             |             |  |      |       |       |  |
|  | Walter Goncalves    | KO               | TBA               | TBA                   |             |             |  |      |       |       |  |
|  | Walter Goncalves    | KO               |                   |                       |             |             |  |      |       |       |  |
|  | Josue Cruz1         | 1r.              |                   |                       |             |             |  |      |       |       |  |
|  | Josue Cruz1         | 1r.              |                   | Walter Goncalves      | 1r.         |             |  |      |       |       |  |
|  |                     |                  |                   | Walter Goncalves      | 1r.         |             |  |      |       |       |  |
|  |                     |                  | Superlek Kiatmuu9 | KO                    |             |             |  |      |       |       |  |
|  | Superlek Kiatmuu9   | UD               | Superlek Kiatmuu9 | KO                    |             |             |  |      |       |       |  |
|  | Superlek Kiatmuu9   | UD               |                   |                       |             |             |  |      |       |       |  |
|  | Taiki Naito         | 3r.              |                   |                       |             |             |  |      |       |       |  |
|  | Taiki Naito         | 3r.              |                   |                       |             |             |  |      |       |       |  |
|  |                     |                  |                   |                       |             |             |  |      |       |       |  |

1Jonathan Haggerty fue forzado a retirarse de su pelea con Goncalve por problemas de salud y no pudo participar en los cuartos de final del Grand Prix. Fue reemplazado por Josue Cruz.
2Rodtang Jitmuangnon fue forazdo a retirarse por no proveer una muestra para su test de hidratación y no fue capaz de pesarse. Fue reemplazado por Panpayak Jitmuangnon.
3Ambos, Superlek Kiatmuu9 y Panpayak Jitmuangnon no dieron el límite de peso mosca por lo que la pelea ocurrió sin el título del Grand Prix en juego.

### Grand Prix de Kickboxing de Peso Pesado

#### Bracket del Grand Prix de Kickboxing de Peso Pesado de ONE
|  | Semifinales   | Semifinales   | Semifinales   |               |               | Final         | Final | Final |  |
|  |               |               |               |               |               |               |       |       |  |
|  |               |               |               |               |               |               |       |       |  |
|  | Roman Kryklia | Roman Kryklia | TKO           |               |               |               |       |       |  |
|  | Roman Kryklia | Roman Kryklia | TKO           |               |               |               |       |       |  |
|  | Guto Inocente | Guto Inocente | 1r.           |               |               |               |       |       |  |
|  | Guto Inocente | Guto Inocente | 1r.           |               | Roman Kryklia | Roman Kryklia | TKO   |       |  |
|  |               |               |               |               | Roman Kryklia | Roman Kryklia | TKO   |       |  |
|  |               |               | Iraj Azizpour | Iraj Azizpour | 2r.           |               |       |       |  |
|  | Iraj Azizpour | Iraj Azizpour | Iraj Azizpour | Iraj Azizpour | 2r.           | UD            |       |       |  |
|  | Iraj Azizpour | Iraj Azizpour |               |               |               | UD            |       |       |  |
|  | Bruno Chaves  | Bruno Chaves  | 3r.           |               |               |               |       |       |  |
|  | Bruno Chaves  | Bruno Chaves  | 3r.           |               |               |               |       |       |  |
|  |               |               |               |               |               |               |       |       |  |

## Peleas titulares
| #  | Clases de Peso            |                              |       |                              | Método                                     | Ronda | Tiempo | Evento               | Notas                                                                      |
| -- | ------------------------- | ---------------------------- | ----- | ---------------------------- | ------------------------------------------ | ----- | ------ | -------------------- | -------------------------------------------------------------------------- |
| 1  | Peso Paja Femenino 57 kg  | Xiong Jingnan (c)            | derr. | Ayaka Miura                  | Decisión (Unánime)                         | 5     | 5:00   | ONE: Heavy Hitters   | Por el Campeonato de Peso Átomo Femenino de ONE.                           |
| 2  | Peso Pesado 120 kg        | Anatoliy Malykhin            | derr. | Kirill Grishenko             | KO (Puñetazo)                              | 2     | 3:42   | ONE: Bad Blood       | Por el Campeonato Interino de Peso Pesado de ONE.                          |
| 3  | Peso Semipesado 102 kg    | Roman Kryklia (c)            | derr. | Murat Aygün                  | KO (Patada al Cuerpo y Golpes)             | 1     | 2:32   | ONE: Full Circle     | Por el Campeonato de Kickboxing de Peso Semipesado de ONE.                 |
| 4  | Peso Mediano 93 kg        | Reinier de Ridder (c)        | derr. | Kiamrian Abbasov             | Sumisión (Arm-Triangle Choke)              | 3     | 0:57   | ONE: Full Circle     | Por el Campeonato de Peso Mediano de ONE.                                  |
| 5  | Peso Gallo 66 kg          | John Lineker                 | derr. | Bibiano Fernandes (c)        | KO (Puñetazo)                              | 2     | 3:40   | ONE: Lights Out      | Por el Campeonato de Peso Gallo de ONE.                                    |
| 6  | Peso Pluma 70 kg          | Thanh Le (c)                 | derr. | Garry Tonon                  | TKO (Golpes)                               | 1     | 0:56   | ONE: Lights Out      | Por el Campeonato de Peso Pluma de ONE.                                    |
| 7  | Peso Gallo 66 kg          | Hiroki Akimoto               | derr. | Capitan Petchyindee (c)      | Decisión (Unánime)                         | 5     | 3:00   | ONE: X               | Por el Campeonato de Kickboxing de Peso Gallo de ONE                       |
| 8  | Peso Gallo 66 kg          | Nong-O Gaiyanghadao (c)      | derr. | Felipe Lobo                  | KO (Uppercut)                              | 3     | 2:15   | ONE: X               | Por el Campeonato de Muay Thai de Peso Gallo de ONE.                       |
| 9  | Peso Pluma 70 kg          | Superbon Singha Mawynn (c)   | derr. | Marat Grigorian              | Decisión (Unánime)                         | 5     | 3:00   | ONE: X               | Por el Campeonato de Kickboxing de Peso Pluma de ONE                       |
| 10 | Peso Mosca 61 kg          | Adriano Moraes (c)           | derr. | Yuya Wakamatsu               | Sumisión (Guillotine Choke)                | 3     | 3:58   | ONE: X               | Por el Campeonato de Peso Mosca de ONE.                                    |
| 11 | Peso Átomo Femenino 52 kg | Angela Lee (c)               | derr. | Stamp Fairtex                | Sumisión (Rear-Naked Choke)                | 2     | 4:50   | ONE: X               | Por el Campeonato de Peso Átomo Femenino de ONE.                           |
| 12 | Peso Paja Femenino 57 kg  | Smilla Sundell               | derr. | Jackie Buntan                | Decisión (Unánime)                         | 5     | 3:00   | ONE 156              | Por el Campeonato Inaugural de Peso Paja Femenino de Muay Thai de ONE.     |
| 13 | Peso Ligero 77 kg         | Regian Eersel (c)            | derr. | Arian Sadikovic              | Decisión (Unánime)                         | 5     | 3:00   | ONE 156              | Por el Campeonato de Kickboxing de Peso Ligero de ONE.                     |
| 14 | Peso Paja 57 kg           | Joseph Lasiri                | derr. | Prajanchai P.K.Saenchai (c)  | TKO (Retiro)                               | 3     | 3:00   | ONE 157              | Por el Campeonato de Muay Thai de Peso Paja de ONE.                        |
| 15 | Peso Pluma 70 kg          | Petchmorakot Petchyindee (c) | derr. | Jimmy Vienot                 | Decisión (Dividida)                        | 5     | 3:00   | ONE 157              | Por el Campeonato de Muay Thai de Peso Pluma de ONE.                       |
| 16 | Peso Átomo Femenino 52 kg | Janet Todd                   | derr. | Lara Fernandez               | Decisión (Unánime)                         | 5     | 3:00   | ONE 159              | Por el Campeonato de Muay Thai de Peso Átomo Femenino de ONE.              |
| 17 | Peso Mediano 93 kg        | Reinier de Ridder (c)        | derr. | Vitaly Bigdash               | Sumisión Técnica (Inverted Triangle Choke) | 1     | 3:29   | ONE 159              | Por el Campeonato de Peso Mediano de ONE.                                  |
| 18 | Peso Pluma 70 kg          | Tang Kai                     | derr. | Thanh Le (C)                 | Decisión (Unánime)                         | 5     | 5:00   | ONE 160              | Por el Campeonato de Peso Pluma de ONE.                                    |
| 19 | Peso Ligero 77 kg         | Christian Lee                | derr. | Ok Rae Yoon (C)              | TKO (Rodillazos)                           | 2     | 1:00   | ONE 160              | Por el Campeonato de Peso Ligero de ONE.                                   |
| 20 | Peso Gallo 66 kg          | Nong-O Gaiyanghadao (c)      | derr. | Liam Harrison                | TKO (Patada a la pierna)                   | 1     | 2:10   | ONE on Prime Video 1 | Por el Campeonato de Muay Thai de Peso Gallo de ONE.                       |
| 21 | Peso Mosca 61 kg          | Demetrious Johnson           | derr. | Adriano Moraes (c)           | KO (Rodillazo Volador)                     | 4     | 3:50   | ONE on Prime Video 1 | Por el Campeonato de Peso Mosca de ONE.                                    |
| 22 | Peso Pluma 70 kg          | Tawanchai P.K.Saenchai       | derr. | Petchmorakot Petchyindee (c) | Decisión (Unánime)                         | 5     | 3:00   | ONE 161              | Por el Campeonato de Muay Thai de Peso Pluma de ONE.                       |
| 23 | Peso Mosca 61 kg          | Mikey Musumeci               | derr. | Clever Sousa                 | Decisión (Unánime)                         | 1     | 10:00  | ONE on Prime Video 2 | Por el Campeonato Inaugural de Submission Grappling de Peso Mosca de ONE.  |
| 24 | Peso Paja Femenino 57 kg  | Xiong Jingnan (c)            | derr. | Angela Lee                   | Decisión (Unánime)                         | 5     | 5:00   | ONE on Prime Video 2 | Por el Campeonato de Peso Átomo Femenino de ONE.                           |
| 25 | Peso Paja 57 kg           | Jonathan Di Bella            | derr. | Zhang Peimian                | Decisión (Unánime)                         | 5     | 3:00   | ONE 162              | Por el Campeonato Vacante de Kickboxing de Peso Paja de ONE.               |
| 26 | Peso Ligero 77 kg         | Kade Ruotolo                 | derr. | Uali Kurzhev                 | Sumisión (Heel Hook)                       | 1     | 4:26   | ONE on Prime Video 3 | Por el Campeonato Inaugural de Submission Grappling de Peso Ligero de ONE. |
| 27 | Peso Ligero 77 kg         | Regian Eersel                | derr. | Sinsamut Klinmee             | Decisión (Dividida)                        | 5     | 3:00   | ONE on Prime Video 3 | Por el Campeonato Inaugural de Muay Thai de Peso Ligero de ONE.            |
| 28 | Peso Gallo 66 kg          | Fabricio Andrade             | vs.   | John Lineker                 | Sin Resultado (Golpe Bajo Accidental)      | 3     | 2:44   | ONE on Prime Video 3 | Por el Campeonato Vacante de Peso Gallo de ONE.                            |
| 29 | Peso Mosca 61 kg          | Rodtang Jitmuangnon (c)      | derr. | Joseph Lasiri                | Decisión (Unánime)                         | 5     | 3:00   | ONE on Prime Video 4 | Por el Campeonato de Muay Thai de Peso Mosca de ONE.                       |
| 30 | Peso Wélter 84 kg         | Christian Lee                | derr. | Kiamrian Abbasov             | TKO (Golpes)                               | 4     | 4:20   | ONE on Prime Video 4 | Por el Campeonato Vacante de Peso Wélter de ONE.                           |
| 31 | Peso Gallo 66 kg          | Petchtanong Petchfergus      | derr. | Hiroki Akimoto (c)           | Decisión (Dividida)                        | 5     | 3:00   | ONE 163              | Por el Campeonato de Kickboxing de Peso Gallo de ONE                       |
| 32 | Peso Ligero 77 kg         | Kade Ruotolo                 | derr. | Matheus Gabriel              | Decisión (Unánime)                         | 1     | 10:00  | ONE on Prime Video 5 | Por el Campeonato de Submission Grappling de Peso Ligero de ONE.           |
| 34 | Peso Semipesado 102 kg    | Anatoliy Malykhin            | derr. | Reinier de Ridder (c)        | KO (Golpes)                                | 1     | 4:37   | ONE on Prime Video 5 | Por el Campeonato de Peso Semipesado de ONE.                               |
| 35 | Peso Paja 57 kg           | Jarred Brooks                | derr. | Joshua Pacio                 | Decisión (Unánime)                         | 5     | 5:00   | ONE 164              | Por el Campeonato de Peso Paja de ONE.                                     |